# جوندر جيفرسون
جوندر جيفرسون (بالإنجليزية: Johndre Jefferson)‏ مواليد 30 نوفمبر 1988 في كارولاينا الجنوبية، هو لاعب كرة سلة أمريكي. بدأ مسيرته الاحترافية في سنة 2011. يبلغ طوله 6 قدم 10 بوصة (2.1 م).

## المسيرة الاحترافية
لعب مع بالاكانسترو فاريزي في الدوري الإيطالي في سنة 2015، ثم لعب مع توركو كونياسبور في الدوري التركي في موسم 2015–2016، ثم لعب مع أكويلا باسكت ترينتو في الدوري الإيطالي في موسم 2016–2017.

## روابط خارجية
- جوندر جيفرسون على موقع كرة السلة الأوروبية.كوم (الإنجليزية)
- جوندر جيفرسون على موقع كلية كرة السلة في سبورتس رفرنس.كوم (الإنجليزية)
- جوندر جيفرسون على موقع ريلجم (الإنجليزية)
- جوندر جيفرسون على موقع بروبوليرز (الإنجليزية)
- جوندر جيفرسون على موقع سبورتس رفرنس (الإنجليزية)